# Istrie (département)
Pour les articles homonymes, voir Istrie (homonymie).
1806–1809
Entités précédentes :
- Empire d'Autriche

Entités suivantes :
- Provinces illyriennes (province de Trieste)

L'Istrie (en italien : Istria) est un ancien département du royaume d'Italie, qui a existé de 1806 à 1809. Portant le nom de la péninsule de l'Istrie, il avait pour chef-lieu Capo d'Istria (actuelle Koper en Slovénie).

## Histoire
La république de Venise cesse d'exister en 1797 après le traité de Campo-Formio, ses territoires annexés par l'empire des Habsbourg (devenu empire d'Autriche en 1804). Fin 1805, le traité de Presbourg consacre la défaite de l'empire d'Autriche face à l'empire français : la province vénitienne est annexée par le royaume d'Italie, État créé par Napoléon Ier et dont il est le monarque. Les territoires nouvellement acquis sont organisés en départements : l'Istrie en est l'un d'eux.
Le nouveau département de l'Istrie s'étend sur la péninsule de l'Istrie, dont il prend le nom. Le chef-lieu est fixé à Capo d'Istria (actuelle Koper en Slovénie). En 1806, sa population est estimée à 89 256 habitants.
En 1809, l'empire français annexe les provinces illyriennes. Le département de l'Istrie est détaché du royaume d'Italie et réuni à la ville de Trieste afin de former la province de Trieste ; il cesse alors d'exister. La région redevient autrichienne après la chute de Napoléon Ier en 1814. Le territoire couvert par le département s'étend sur les pays contemporains de Slovénie et Croatie.

## Administration
En 1807, le département est organisé en districts, subdivisés en cantons :
- District de Capo d'Istria (cantons de Capo d'Istria, Pirano, Pinguente et Parenzo) ;
- District de Rovigno (cantons de Rovigno, Dignano et Albona).